# こんばんわ
「こんばんわ」は、中島みゆきの3作目のシングル。1976年3月25日にキャニオン・レコードよりリリース。サンプル盤EPでは「こんばんは」と表記していた。

## 解説
中島みゆきのシングルでは売上が最も低い作品である。
「こんばんわ」は中島による短いセリフから始まる曲。楽曲の一部にセリフが挿入される曲は、中島の作品では唯一のものである。
オリジナルアルバムには収録されず、1986年のベストアルバム『中島みゆき THE BEST』においてアルバム初収録となった。その後、1987年のベストアルバム『Singles』にも収録された。
「強い風はいつも」もオリジナルアルバムには収録されていない。こちらは『Singles』にのみ収録されている。
2022年11月28日にこのシングルは、ヤマハミュージックコミュニケーションズにより、ジャケット画像は7インチシングル盤でデジタル・ダウンロード配信された。

## 収録曲
1. こんばんわ
（作詞・作曲：中島みゆき 編曲：西崎進）
2. 強い風はいつも
（作詞・作曲：中島みゆき 編曲：西崎進）